# Хубаев, Владимир Иванович
Владимир Иванович Хубаев (1905—?) — советский хозяйственный, государственный и политический деятель, председатель исполнительного комитета Областного Совета Юго-Осетинской автономной области (1937—1941).

## Биография
Родился в 1905 году. Член ВКП(б).
С 1925 года — на хозяйственной, общественной и политической работе. В 1925—1947 гг. — на хозяйственной и партийной работе в Закавказской СФСР и Грузинской ССР, начальник Технического отдела Наркомата пищевой промышленности Грузинской ССР, председатель ЦИК Юго-Осетинской автономной области, председатель Исполнительного комитета Областного Совета Юго-Осетинской автономной области, заместитель народного комиссара/министра местной промышленности Грузинской ССР.
Избирался депутатом Верховного Совета СССР 1-го созыва. Кандидат в члены ЦК КП(б) Грузии.